# Angeline Stickney
Chloe Angeline Stickney Hall (1 de noviembre de 1830 – 3 de julio de 1892, North Andover) fue una sufragista, abolicionista y matemática estadounidense. Estuvo casada con el astrónomo Asaph Hall. No utilizó su primer nombre y fue conocida como Angeline Stickney Hall. Era hija de Theophilus Stickney y Electa Cook.
Aunque era pobre, pudo ir al Central College de McGraw (Nueva York) con ayuda de su hermana Ruth. Estudió ciencias y matemáticas, haciendo trabajos en cálculo y matemática astronómica. El Central College era una universidad progresista donde los estudiantes con recursos modestos, incluyendo mujeres y afroamericanos libres, podían obtener un grado universitario. Fue entonces cuando se entusiasmó por las causas del sufragio femenino y la abolición de la esclavitud.
Angeline Stickney y Asaph Hall se conocieron en el Central College. Stickney era dos años mayor que Hall. Fue su profesora de geometría y alemán. Durante sus días juntos como profesora y estudiante, Hall y sus compañeros de clase le planteaban cuestiones y problemas, convencidos de que Stickney no podría solucionar, pero nunca fracasó en esta tarea.
Stickney y Hall se casaron en Elkhorn (Wisconsin) el 31 de marzo de 1856. Inmediatamente después de la boda, la pareja se trasladó a Ann Arbor para que Hall pudiese continuar con su formación.  Tres meses más tarde se trasladaron a Shalersville (Ohio).

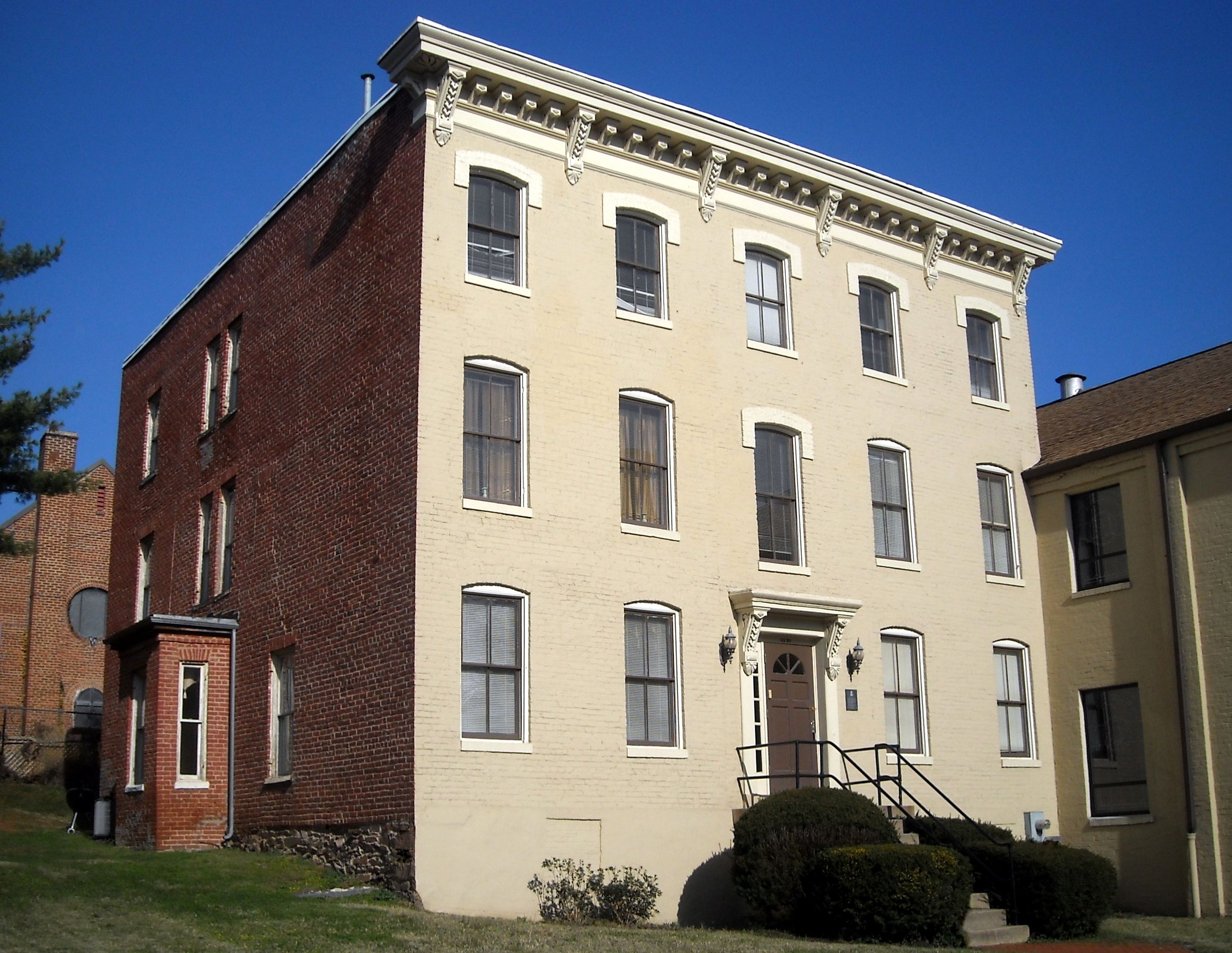
La residencia Stickney en el barrio de Georgetown de Washington D. C.

Stickney animó a Hall a continuar en su búsqueda de satélites de Marte cuándo esté estuvo a punto de cesar en su tarea, descubriendo finalmente Fobos y Deimos. El cráter más grande de Fobos, el cráter Stickney, fue nombrado en su honor.
Los cuatro hijos del matrimonio fueron educados en su hogar y todos ellos terminaron estudiando en la Universidad de Harvard. Su tercer hijo, Angelo Hall, fue ministro unitario y escribió su biografía. Su hijo mayor, Asaph Hall Jr., nació el 6 de octubre de 1859 y fue director del Observatorio Detroit entre 1892 y 1905. Sus otros hijos fueron Samuel (segundo hijo) y Percival (cuarto hijo); Percival Hall (1872–1953) fue el segundo presidente de la Universidad Gallaudet, entre 1910 y 1946 (Percival sin embargo no era sordo).

## Libros
- Angelo Hall. An Astronomer's Wife: The Biography of Angeline Hall. Baltimore: Nunn & Company, 1908. (Este libro se encuentra en dominio público en los Estados Unidos; una copia completa escaneada se puede encontrar en archive.org.)